# 纯真短期大学
纯真短期大学（日语：／ Junshin Tankidaigaku *），简称纯真短大，是一所位于日本福冈县福冈市南区的私立短期大学。

## 概要

### 简介
- 短期大学为于1957年开办[1]、由学校法人纯真学园经营。为男女同校从2007年、「气度」、「智性」、「服务」为学园训[1]。

### 历史
- 1957年 纯真女子短期大学成立并同时设置一个学科即日文科[1]。
- 1959年 家政科成立[1]。
- 1964年 英文科成立[1]。
- 1972年 家政科分离为两个专攻即家政专攻和食物营养专攻[1]。
- 2000年 英文科改名为英语科[1]。
- 2003年 两个学科即日文科和英语科各自招生最后、次年合并为现代传播学科（招生到于2007年、停办于2009年）[1]。
- 2004年 家政科改名为家政学科、家政专攻改名为生活文化专攻（招生到于2005年）[1]。
- 2006年 儿童学科[注 1]成立、家政学科食物营养专攻改编为食物营养学科[1]。
- 2007年 改校名为纯真短期大学、开始招収男学生。

### 宪章
- 请参看纯真短期大学的标志 （日語） 2014年2月9日阅览。

## 学校环境
- 校区：在福冈县福冈市南区

## 历任校长
- 目濑道弘：现在短期大学校长[2]

## 组织

### 学科
- 食物营养学科
- 儿童学科

### 前学科
- 日文科[注 2]
- 家政学科[注 3]
  - 生活文化专攻[注 4]
  - 食物营养专攻[注 3]
- 英语科[注 2]

### 专科
- 没有

### 业余课程
| - 没有 |

## 相关链接
- 日本短期大学列表
- 埼玉纯真短期大学